# Schlacht bei Rimnicul-Sarat
1916:

Siebenbürgen (Hermannstadt) –
Kronstadt –
Turtucaia –
Dobritsch –
Cobadin (1) –
Flămânda-Offensive –
Cobadin (2) –
Târgu Jiu –
Argesch –
Rimnicul Sarat
1917:

Putna –
Oituz-Pass (1) –
Mărăști –
Mărășești –
Oituz-Pass (2)
Die Schlacht von Rimnicul-Sarat (auch Weihnachtsschlacht bei Rimnicul-Sarat) war eine Schlacht auf dem rumänischen Kriegsschauplatz im Ersten Weltkrieg. Sie fand vom 22. bis 27. Dezember 1916 im ostrumänischen Kreis Buzău (Buzău-Bogen) in der Region Walachei statt und führte zur Niederlage der russisch-rumänischen Streitkräfte gegen die Truppen der Mittelmächte. 
Rumäniens Hauptstadt Bukarest war bereits seit dem 6. Dezember 1916 als Folge der Schlacht am Argesch durch deutsche Truppen besetzt. Neuer Widerstand der rumänischen Streitkräfte entlang Cricov, Urziceni, Prahova und der Ialomița wurde von den Mittelmächten noch Mitte Dezember gebrochen. Nach der Niederlage im Raum Râmnicu Sărat waren die rumänischen und russischen Streitkräfte gezwungen, den allgemeinen Rückzug an die Grenze der Moldau fortzusetzen.

## Vorgeschichte
Der rumänischen Kriegserklärung vom 27. August 1916 an Österreich-Ungarn waren Geheimverhandlungen mit Russland vorausgegangen. Das Zarenreich akzeptierte darin rumänische Gebietsansprüche auf die Bukowina, Siebenbürgen und das Banat. Mit dem Beitritt zur Entente und dem Einmarsch der rumänischen Armee in Siebenbürgen wurden die Mittelmächte gezwungen, eine weitere Front zu eröffnen.
Die rumänische Armee drang ins ungarische Siebenbürgen vor. Jedoch wurden die Rumänen in der Schlacht von Hermannstadt (22.–29. September) durch die deutsche 9. Armee unter dem Kommando des ehemaligen Chefs der OHL Erich von Falkenhayn zurückgeschlagen. In einem – für den Ersten Weltkrieg eher untypischen – großflächigen Häuserkampf konnte bis zum 8. Oktober Kronstadt zurückerobert werden. Mitte November konnte die Gruppe Kühne (Generalkommando 54) bei Târgu Jiu im Zusammenwirken mit dem Kavalleriekorps Schmettow nach Süden in die Walachei durchbrechen und Craiova besetzen.
Zudem vollzog sich am 23. und 24. November 1916 für die Rumänen völlig unerwartet an ihrer südlichen Donaugrenze Mackensens Flussübergang bei Sistowa.

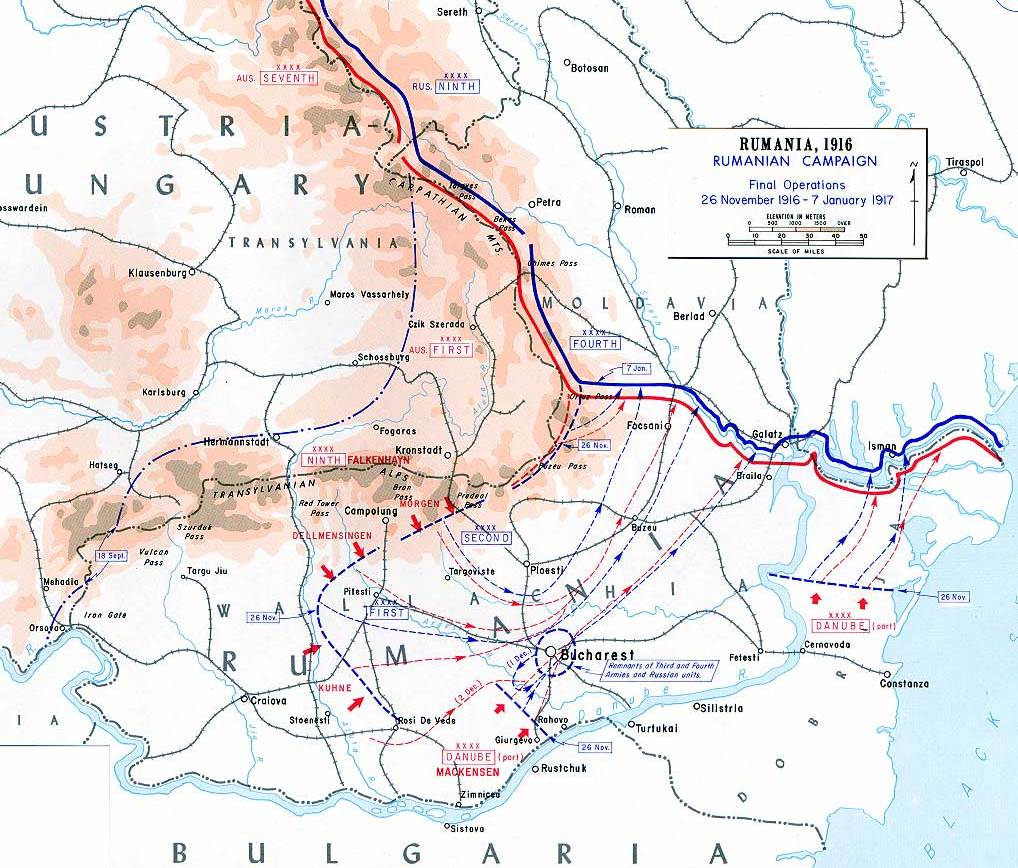
Besetzung von Muntenien, November–Dezember 1916

Mit Hilfe österreichischer Pionierkräfte wurde die neu gebildete Donau-Armee (Generalkommando 52) unter General Robert Kosch mit der 217. Infanterie-Division, der kombinierten Kavallerie-Division (General Hans von der Goltz) und der bulgarischen 1. und 12. Division über den Fluss gebracht. Bereits am 25. November waren die Truppen der Mittelmächte im nördlichen Brückenkopf an der rumänisch-bulgarischen Grenze bei Zimnicea versammelt, als Reserve diente die nachgeführte türkische 26. Division. Die Donau-Armee vollzog am 26. November den Übergang über den Fluss Teleormanu und begann ihrem Vormarsch auf Bukarest.
Die rumänische Heeresleitung hatte die meisten ihrer Truppen unter General Alexandru Averescu am Nordabschnitt an den Karpaten versammelt und damit die ungeschützte Donaugrenze Rumäniens entblößt. Das daraus resultierende Übergewicht der Mittelmächte im Abschnitt der Donau-Armee betrug damit 40 deutsche und bulgarische Bataillone und 188 Geschütze gegenüber 18 Bataillonen und 48 Geschützen der rumänischen Donaugruppe.

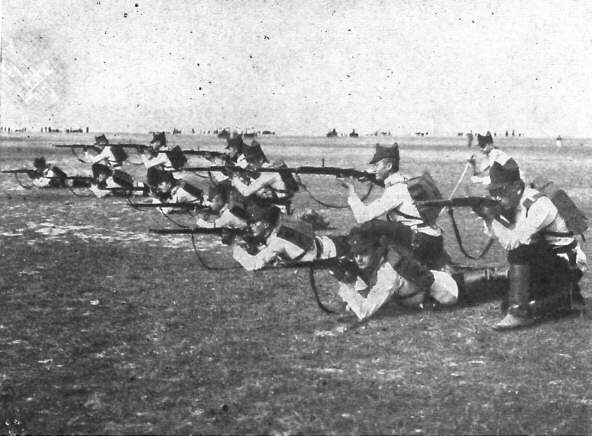
Rumänische Infanterie

Unter Einbeziehung der verbündeten russischen 6. Armee begannen die Rumänen im Süden unter General Constantin Prezan einen Gegenangriff vorzubereiten, um einer Einkesselung von Bukarest zu entgehen. Der Plan sah vor, die vorgehenden Truppen der Mittelmächte am südlichen und westlichen Vorfeld von Bukarest am Argesch an beiden offenen Flanken anzugreifen, noch bevor Bukarest eingekesselt werden konnte. Der russische Oberbefehlshaber in Rumänien, General Wladimir Sacharow, stimmte dem Angriffsplan zwar nicht zu, versprach aber, das 47. Korps zum Schutze von Bukarest beschleunigt heranzuführen und damit die rumänische Verteidigung im Süden zu verstärken.

## Die Schlacht
Die Schlacht von Râmnicu Sărat war Teil der Verteidigungsoperation auf dem Gebiet von Muntenien, der vierten strategischen Operation der rumänischen Armee im Feldzug von 1916. Nach der Schlacht um Bukarest, die mit dem Sieg der Mittelmächte endete, bestand das Ziel des rumänischen Kommandos darin, den Vormarsch des Feindes durch offensive Aktionen zu verzögern, um Zeit zu gewinnen, um die Konzentration russischer Truppen auf die Linie Râmnicu Sărat–Viziru–Donau zu ermöglichen.
Nach dem vergeblichen Versuch an der Linie Cricov–Fluss Ialomița zu halten, waren die rumänischen Streitkräfte gezwungen, den Rückzug auch im Raum Buzau-Abschnitt fortzusetzen. Die neue rumänisch-russische Stellung im mittleren Front-Abschnitt zog sich von den Höhen bei Racovitenti über Balaceanul nach Filipesti und folgte dann dem Flusslauf am unteren Calmatuiu.

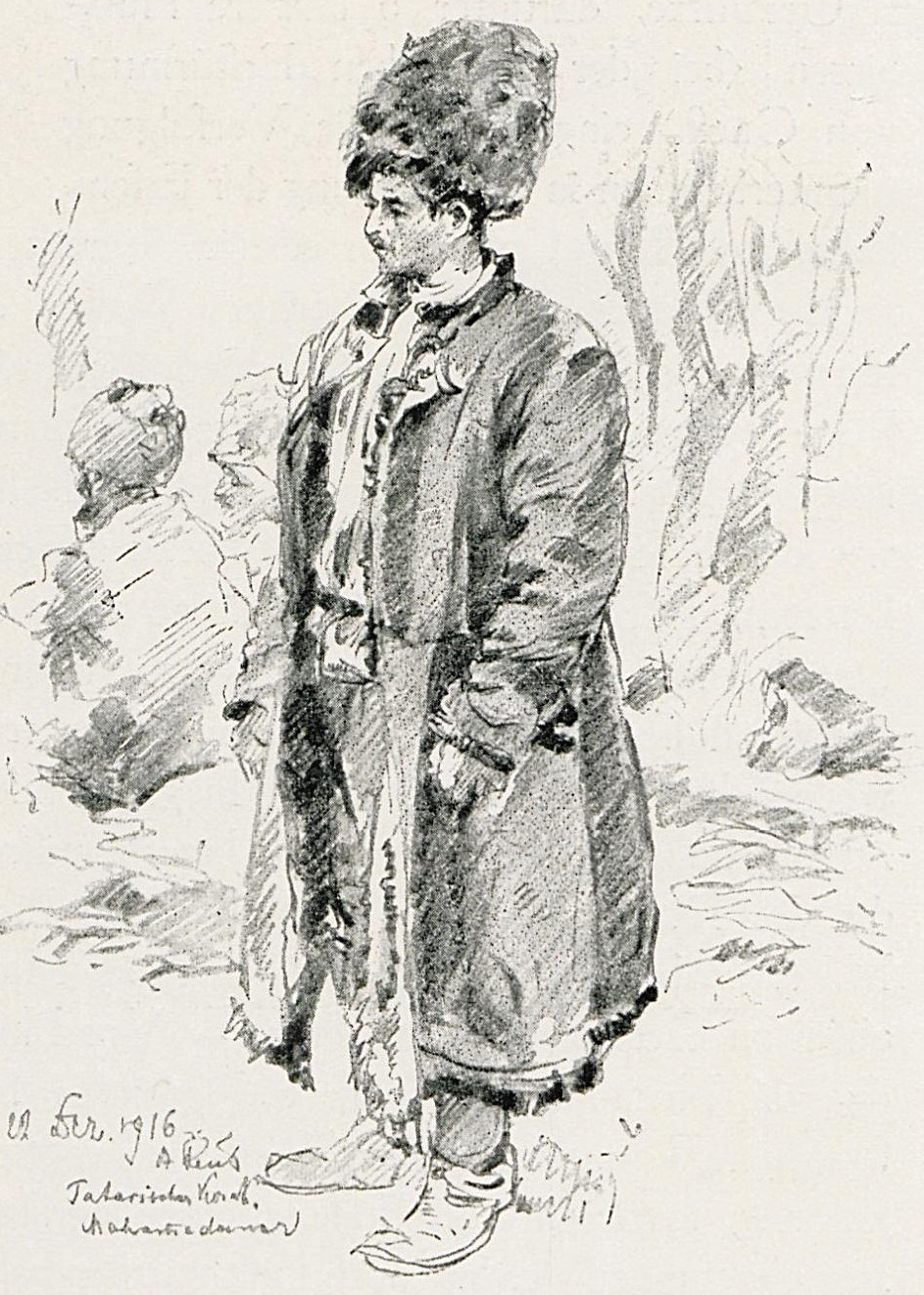
Gefangener Russe. Aus: Albert Reich, Durch Siebenbürgen und Rumänien: Ein Gedenkwerk für „Gruppe Krafft“ und rumänische Kriegsteilnehmer, Lucas-Verlag, München 1916.

Die Streitkräfte bestanden aus der rumänischen 2. Armee unter dem Kommando von General Alexandru Averescu, der sein schweres Kriegsgerät vom Fluss Slănic nach Racovițeni (Kreis Buzău) schaffte, wo der Anschluss an die russische 4. Armee unter General der Infanterie Alexander Ragosa erfolgte.
Die 34. Infanterie-Division (Generalleutnant Nikolai Petrowitsch Stremuchow) des russischen VIII. Armeekorps sicherte die wichtigen Höhen bei Racovițeni. Gegenüber der Donau-Armee (General Kosch) und der bulgarischen 3. Armee (General Neresow) sicherte die russische 6. Armee, welche von General W. N. Gorbatowski kommandiert wurde.
Die Streitkräfte der rumänischen 2. Armee wurden in zwei Einsatzgruppen aufgeteilt: Gegenüber den k.u.k. Streitkräften sicherte im Gebirge die „Oituz-Vrancea-Gruppe“ und gegenüber dem deutschen Alpenkorps (Gruppe Krafft) die „Ramnic-Gruppe“.
- Die Oituz-Vrancea-Gruppe befand sich im Slănicului-Tal/Zăbalei-Tal, mit der 15. Infanteriedivision (General Eremia Grigorescu) zwischen dem Tandor-Gipfel und dem Clăbucul-Gipfel und der 7. gemischten Brigade (Oberst Alexandru D. Sturdza) vom Clăbucul-Gipfel bis zum Furu-Gipfel.

- Die Ramnic-Gruppe (General Arthur Văitoianu) mit der 3. Infanteriedivision (Oberst Alexandru Mărgineanu) sicherte im Bereich des Dorfes Măgura und am Marghiloman-Hügel, mit Abteilungen am Nereju, Furu Mare und Petrei-Gipfel; die 1. Infanteriedivision (General Dumitru Stratilescu) lag im marghilomanischen Hügelsektor, Salciei-Tal und Pardoși; die 6. Infanteriedivision (General Nicolae Arghirescu) lag im Abschnitt Pardoși-Racovițeni, woran die Russen anschlossen. Als Reserve dahinter fungierte die Trans-Kaspische Kosaken-Brigade sowie die rumänische 7. Infanteriedivision (Oberst Grigore Bunescu) und 12. Infanteriedivision (General Traian Găiseanu).[7]

- Das russische VIII. Armeekorps unter Generalleutnant A. I. Denikin (2., 15. und 34. Division) sicherte im Anschluss an die rumänische Ramnic-Gruppe, am linken Flügel hatte General Ragosa das IV. Armeekorps unter General Sultan Eris Alijew (30. und 40. Infanterie-Division) an der Linie Balaceanul über Drogul bis zum Buzau-Fluss in Stellung gebracht.

Am 22. Dezember erfolgte der Angriff der deutschen 9. Armee, die von  Erich von Falkenhayn kommandiert wurde. Ziel war es, die Buzău-Focșani-Eisenbahn zu erreichen, mit der Gruppe Krafft am linken Flügel gegen die Gebirgs-Region von Dumistresti und der Gruppe Morgen auf der rechten Seite. Die Gruppe Krafft kam am linken Flügel nicht vorwärts, auch die k.u.k. 73. Division (FML. Goiginger) wurde von der Ramnic-Gruppe festgehalten.
Am folgenden Tag kam die am rechten Flügel stehende Gruppe Kühne (LIV. Korps) nicht mehr voran. Die 109. Infanterie-Division brach bei Galbenul in die gegnerischen Stellungen ein; in der Folge fiel die ganze russische Stellung vom See bei Drogul bis Balaceanul. Am 24. Dezember konnte der linke Flügel des deutschen I. Reservekorps (Gruppe Morgen) den Durchbruch erreichen. Die 89. Infanterie-Division konnte zusammen mit der bayerischen 12. Infanterie-Division die beherrschende „Höhe 417“ bei Racovițeni erstürmen. Der linke Flügel der Donau-Armee hatte sich noch nicht an der Schlacht nicht beteiligt, da die Führung Flankenstöße des sibirischen IV. Armeekorps vom westlichen Buzau-Ufer befürchtete. Erst am 25. Dezember hatte die bayerische 11. Infanterie-Division bei Filipesti angegriffen, zwei Tage darauf versuchte die bulgarische 1. Division vergeblich, bei Giurgeni durchzubrechen. 
Nachdem der Vormarsch der Gruppe Kühne weiterhin stockte, warf General von Falkenhayn am 25. Dezember seine letzte Reserve, die 41. Division in den Kampf. Am 27. Dezember konnte die 76. Reserve-Division in Râmnicu Sărat eindringen, links davon stieß die bayerische 12. und die 89. Infanterie-Division nördlich der Stadt weiter vor, südlich davon wurde dadurch auch die 216. Infanterie-Division nach vorne getragen. Die Gruppe Kühne konnte jetzt die Stellungen des russischen IV. Korps durchbrechen und drang auf der Straße Grădiștea-Râmnicu Sărat nach Nordosten durch. 

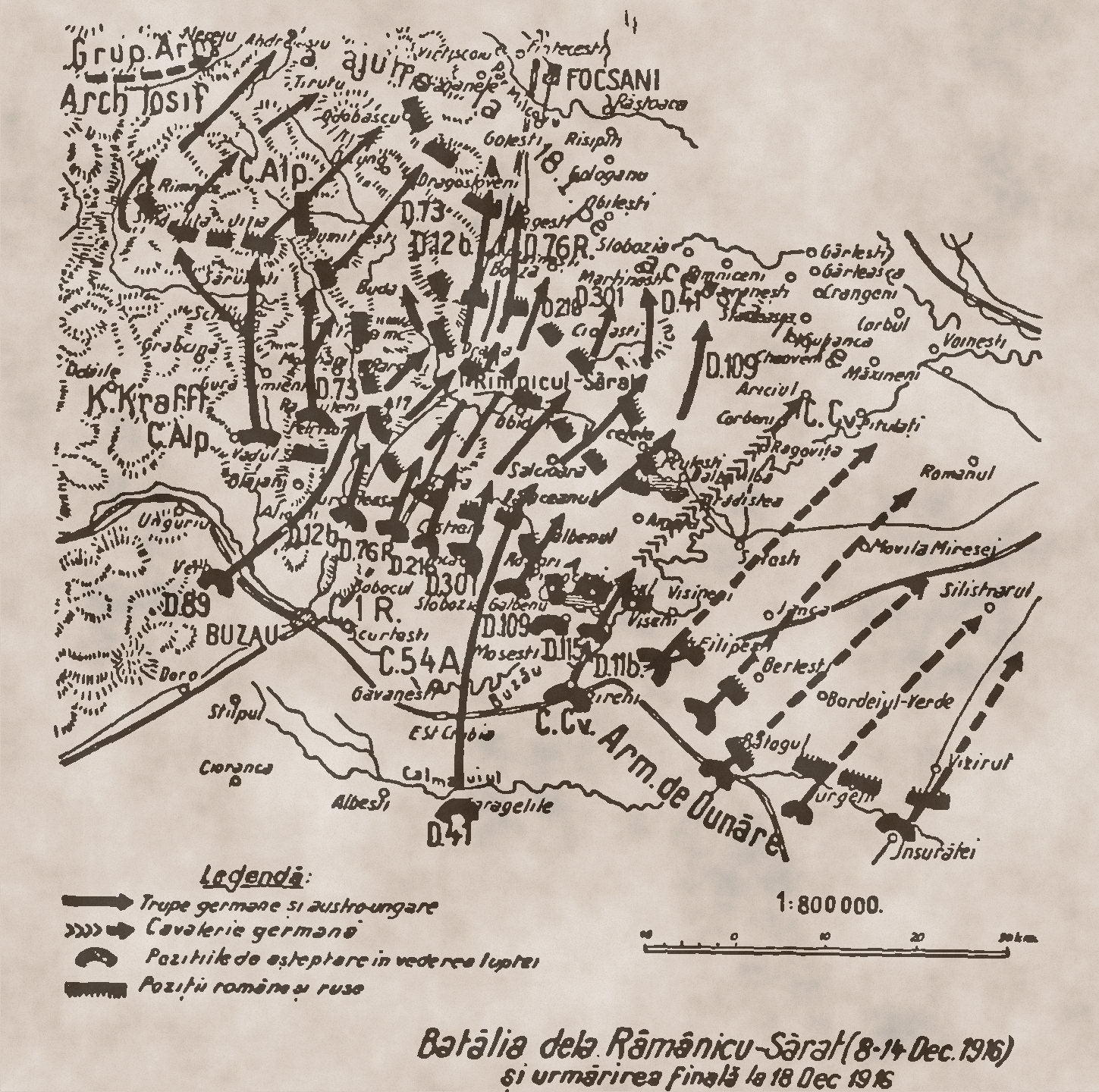
Die Kämpfe um die Linie Râmnicu Sărat–Viziru. Aus: Erich von Falkenhayn, Campania Armatei a 9-a împotriva românilor și a rușilor, Atelierele Grafice Socec & Co S.A., Bukarest 1937, S. 196.

In der Allgemeinen Zeitung wurde Anfang 1917 folgende Nachricht verlautbart: 

„Die Bewegungen auf den rumänischen Kampffeldern stehen im Zeichen des Sieges, in der Schlacht bei Râmnicu Sărat im Buzău-Bogen operierten Falkenhayn und Mackensen mit genialem taktischem Geschick, den Feind in der großen Walachei und Dobrudscha fortwährend in den Flanken in den Flanken bedrohend, die Donauwindungen hervorragend ausnutzend.“

In den Gefechten bei Râmnicu Sărat starben in den Weihnachtstagen 1916 auf dem wenige Hektar umfassenden Hochplateau „Höhe 417“ über 10.000 Soldaten in einem tagelangen Gemetzel, weitere 10.000 Mann wurden gefangen genommen, die Stadt Râmnicu Sărat selbst wurde besetzt.
Unter den Schlachtteilnehmern war auch der spätere „Führer“-Stellvertreter Rudolf Heß. Als er bei seiner Einheit in Rumänien eintraf, hatten sich die Reste der rumänischen Armee bei Râmnicu Sărat zu einer Entscheidungsschlacht gestellt, die bis zum 8. Januar 1917 dauern sollte.

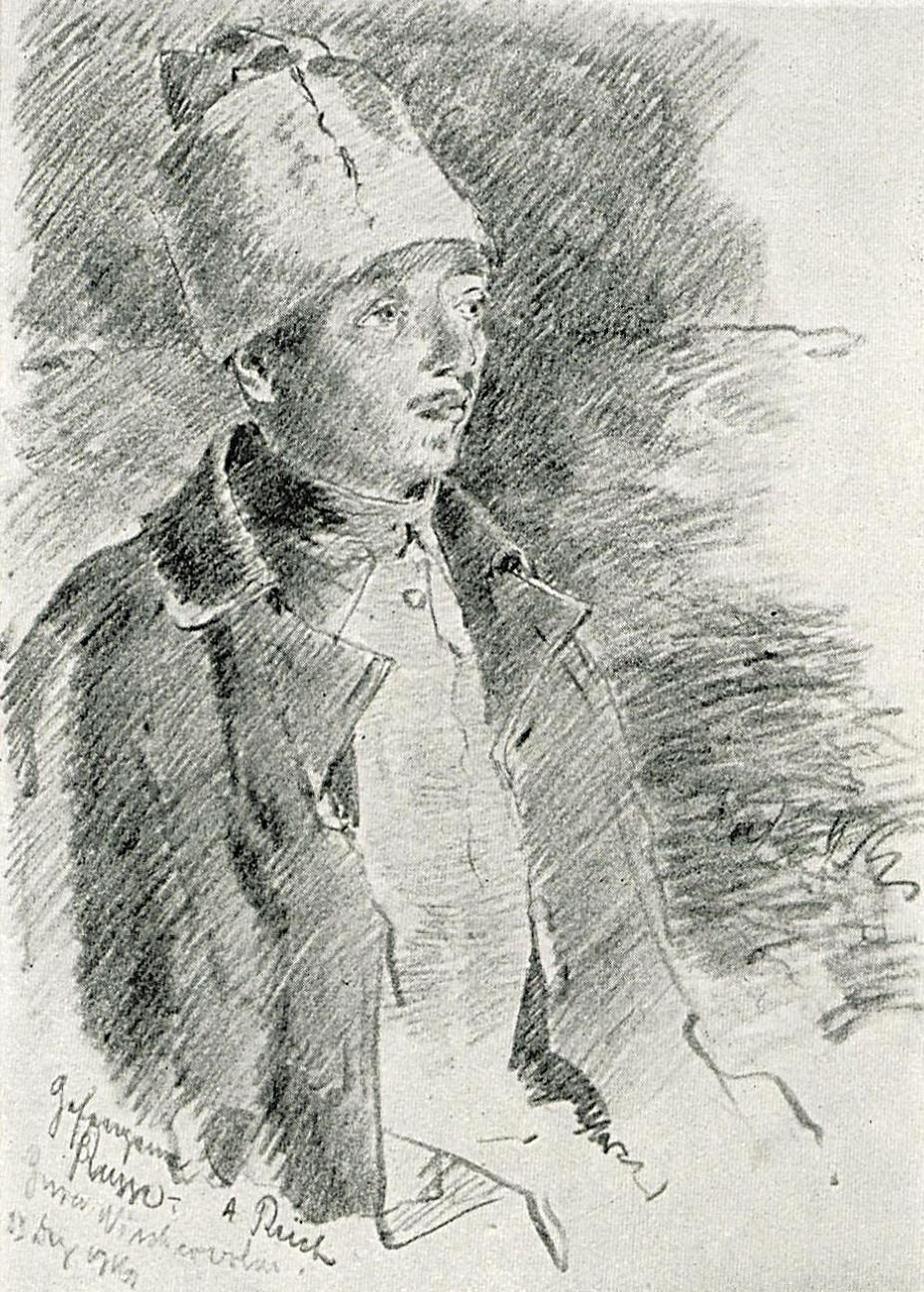
Gefangener Russe. Aus: Albert Reich, Durch Siebenbürgen und Rumänien, Lucas-Verlag, München 1916.